# 陈其遒
陈其遒（1978年1月4日—），广东梅州人，中国男子羽毛球运动员，曾奪得2003年世界羽毛球錦標賽銅牌，2005年退役，2008年起曾先後在中国国家羽毛球队擔任女双、混雙及男雙主教練。

## 簡歷
陈其遒在1993年入选广东省羽毛球队，至1997年入選中国国家羽毛球队。陈其遒是國家隊團體賽的主力成員，曾出戰1999、2001、2003和2005年蘇迪曼盃，以及2002和2004年湯姆斯盃。
在個人單項方面，1999年，陈其遒夥拍余锦豪出戰在丹麥哥本哈根舉行的世界羽毛球錦標賽男子雙打比賽，於半準決賽負於英格蘭的對手出局。2003年，他則夥拍赵婷婷在伯明翰舉行的2003年世界羽毛球錦標賽混合雙打比賽，戰至準決賽敗給韓國的金東文/羅景民，僅得季軍。
陈其遒於2005年从国家队退役，其後曾在中国国家羽毛球队三队担任女单组和女双组教练，至2008年獲升任為中国国家队女双组主教练。2017年亞錦賽前接手男雙主教練。至2019年12月底，因該年男雙表現欠佳而卸任。

## 主要比賽成績
只列出曾進入準決賽的國際賽事成績：
| 年份   | 賽事             | 項目     | 拍檔   | 成績 |
| ------ | ---------------- | -------- | ------ | ---- |
| 2004年 | 中國羽毛球公開賽 | 混合雙打 | 赵婷婷 | 亞軍 |

### 奧運會和世錦賽參賽紀錄
|          | 搭檔   | 2004 | 2005 |
| -------- | ------ | ---- | ---- |
| 混合雙打 | 赵婷婷 | 8強  | 8強  |

## 個人生活
陈其遒的妻子是中国国家羽毛球队的隊友陈林，二人在2006年4月19日結婚。兒子於2008年3月份出生，名為陈胤轩 。